# Stanisław Swatowski

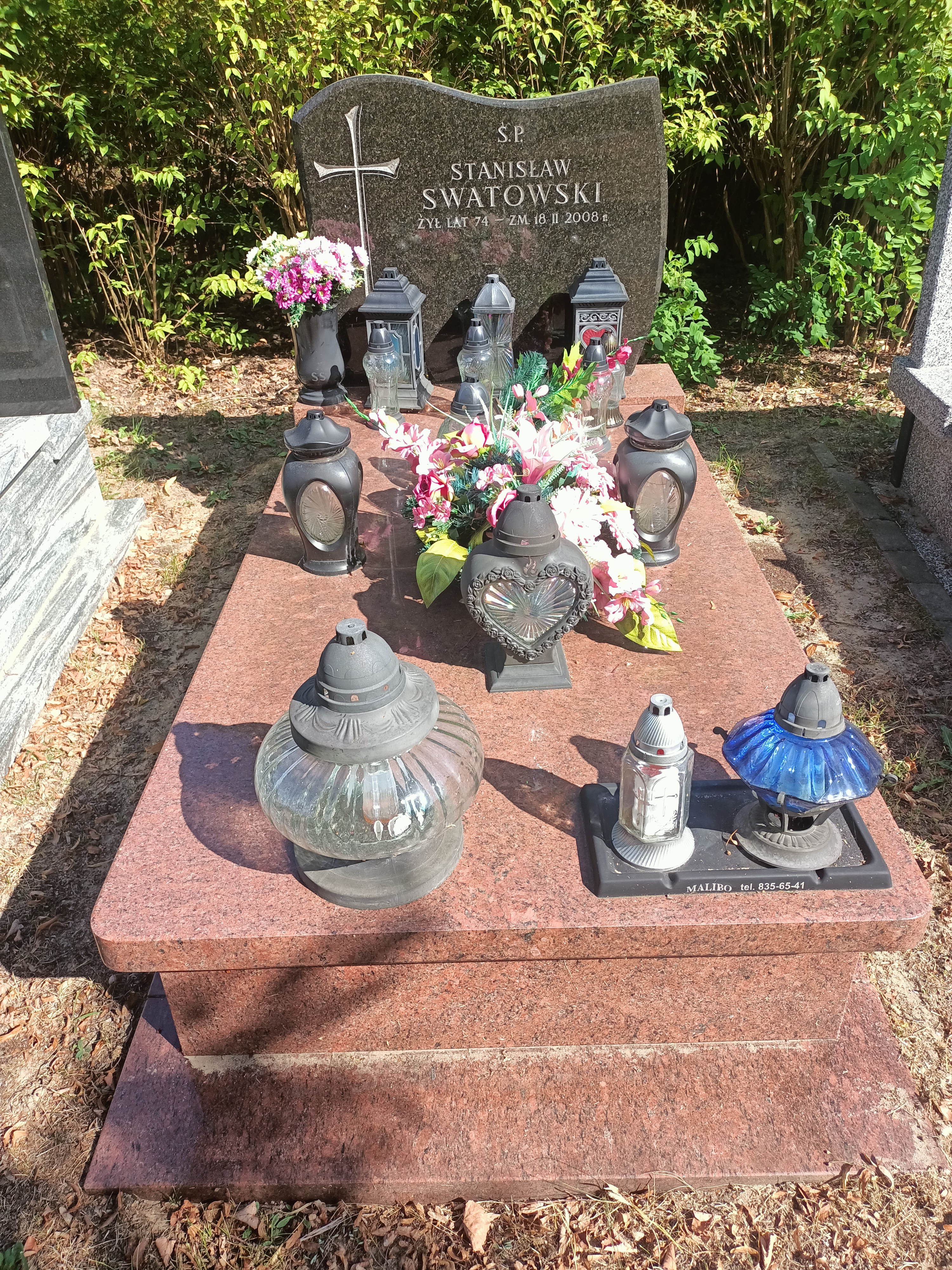
Grób Stanisława Swatowskiego na Cmentarzu Komunalnym Północnym w Warszawie

Stanisław Swatowski (ur. 25 marca 1934 w Michalowie, zm. 18 lutego 2008 w Warszawie) – polski sportowiec, lekkoatleta, dwukrotny olimpijczyk (1960, 1964). Zawodnik Legii Warszawa.

## Osiągnięcia sportowe
- Tokio 1964: 6. miejsce, sztafeta 4 × 400 m
- Mistrzostwa Europy:
- Sztokholm: 6. miejsce bieg na 400 m, 6. miejsce sztafeta 4 × 400 m

Szesnastokrotny mistrz Polski – bieg na 400 m, sztafeta 4 × 400 m, sztafeta 4 × 100 m.
Pobił 29 razy rekord Polski – bieg na 400 m, bieg na 200 m, sztafeta 4 × 400 m i sztafeta 4 × 100 m.
W plebiscycie „Przeglądu Sportowego” na najlepszych sportowców w 1957 roku zajął trzecie miejsce. W tym samym roku w rankingu prestiżowego czasopisma „Track and Field News” został sklasyfikowany na szóstej pozycji wśród 400-metrowców świata, najwyżej z Europejczyków.
Jest pochowany na Cmentarzu Komunalnym Północnym w Warszawie (kwatera: O-II-16 rząd: 2, grób: 17).